# Johannes Simonius

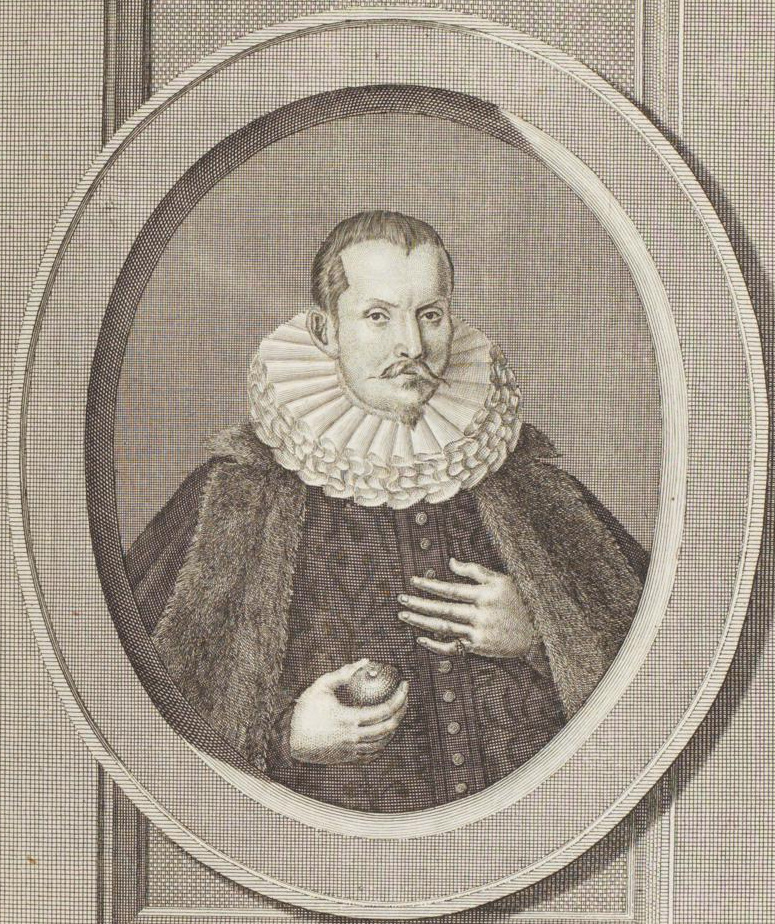
Johannes Simonius
In: Ernst Joachim von Westphalen: Monumenta Inedita Rerum Germanicarum Praecipue Cimbricarum, Et Megapolensium

Johannes Simonius auch Johann Simon (* 1565 in Burg (bei Magdeburg); † 29. Mai 1627 in Uppsala (Schweden)) war ein deutscher Philosoph, Professor an der Universität Rostock und der Universität Uppsala.

## Leben
Johannes Simonius kam 1590 als Instrukteur (Hofmeister) des Herzogs Wilhelm von Kurland nach Rostock, wo er gemeinsam mit diesem zum Wintersemester 1590/91 unter dem Rektor Wilhelm Lauremberg an der Universität immatrikuliert wurde. Im August 1593 wurde er zum Magister artium promoviert und im Oktober des Jahres neben Martin Brasch in die Philosophische Fakultät rezipiert. Von Herzog Adolf Friedrich I. erfolgte noch 1593 die Ernennung zum (herzoglichen) ordentlichen Professor der Poetik als Nachfolger von Nathan Chyträus. Ab 1595 hatte er die Stelle des herzoglichen ordentlichen Professor der Eloquenz inne. Zwischen 1597 und 1623 war er neunmal Dekan bzw. Vizedekan der Philosophischen Fakultät, 1602 Prorektor des Rektors Ulrich, Herzog von Pommern und 1615 wurde er zum Protonotar des Hofgerichts ernannt.
Weit über den Ostseeraum hinaus als Rhetoriker anerkannt, folgte Simonius 1625 im Alter von 60 Jahren einem Ruf von Johan Skytte als Professor der Beredsamkeit und Politik nach Uppsala. Er wurde damit der erste Inhaber der von Skytte gestifteten Skytteanischen Professur für Politik und Rhetorik (Skytteanska professuren i statskunskap och vältalighet), die heute die angesehenste Auszeichnung im Fach Politikwissenschaft weltweit ist.
Johannes Simonius war ab 1592 verheiratet mit Margarethe Schmede († 1603) aus Wismar, einer Enkelin des Rostocker Ratsherrn Lorenz Schmede.
Nach deren Tod war er ab 1604 in zweiter Ehe verheiratet mit Dorothea Everdt († 1631), Tochter des Rostocker Bürgers und Kaufmanns Hans Everdt.

## Schriften (Auswahl)
- Relation was sich mit Joannis Christophori Castritii, allen löblichen Academien und Studiis generalibus zu gönstigen ehren, den 24. Octobris Stylo novo, zu Rostock geschehener erhöhung zugetragen. (1611)
- Theoremata Politica, De Subiecto. Politices. (1623)